# Benigno Aquino, Jr.
Benigno Simeon "Ninoy" Aquino, Jr., född 27 november 1932 i Concepcion i Tarlac på Luzon, död 21 augusti 1983 i Manila (mördad), var en filippinsk politiker och nationalhjälte, son till talmannen Benigno Aquino, Sr.
Aquino var ledare för Filippinernas oppositionsparti. 1954 gifte han sig med Corazon Cojuangco. Paret levde i exil i USA 1980-1983. Han lovades en säker återkomst till Filippinerna av president Ferdinand Marcos, men när han steg av planet på flygplatsen i Manila sköts han till döds av militärgardet, helt öppet inför TV-kamerorna. 
Änkan Corazon Aquino blev landets president 1986 när Ferdinand Marcos störtades och demokrati återinfördes. Deras son Benigno Aquino III blev president 2010.